# RealD Cinema
RealD Cinema — технология проекции стереоскопических цифровых кинофильмов. В отличие от технологии IMAX 3D, RealD не требует двух кинопроекторов. Компания Sony имеет эксклюзивное соглашение на использование технологии RealD для показа фильмов с помощью своих 3D-проекторов.

## История компании
RealD была основана Майклом В. Льюисом и Джошуа Гриром в 2003 году. В 2005 году RealD выкупила компанию Stereographics, владеющую одноимённой технологией и такими продуктами как CrystalEyes. В 2007 году RealD обзавелась оптическими разработками компании ColorLink, ведущего поставщика RPTV, поляризованных плёнок и других оптических технологий. В дальнейшем RealD доработала технологии этих компаний и создала свои собственные системы 3D-проецирования.

## Технология
В технологии RealD 3D используется круговая поляризация света. Эта технология подобна IMAX с той разницей, что круговая поляризация вместо линейной позволяет сохранять стереоэффект и избегать двоения изображения при небольших боковых наклонах головы.
Проектор попеременно проецирует кадры для каждого глаза, причем эти кадры проецируются в циркулярном поляризованном свете  — по часовой стрелке для правого глаза, против часовой — для левого. Происходит это благодаря установленному перед объективом проектора электронно-поляризационному светофильтру, в котором попеременная циркулярная поляризация происходит благодаря «слоёному пирогу» из поляризационного и жидкокристаллического светофильтров. Очки с противоположной круговой поляризацией обеспечивают видимость каждым глазом только своей части стереопары вне зависимости от наклона головы зрителя. В 3D кинотеатрах каждый кадрик стереопары проецируется трижды, что по сравнению с обычной частотой проекции — 24 кадра в секунду — даёт утроение частоты до 72 кадров в секунду, предотвращая мерцание. В результате получается изображение, очень комфортное для восприятия.
Основной проблемой поляризованных 3D систем, используемых в кино, является потеря яркости изображения. Поляризационный фильтр, находящийся перед проектором, поглощает половину исходящего света, что и является причиной итоговой потери яркости на экране.
Кроме того, технология предъявляет высокие требования к экрану. Прежде всего, экран не должен менять поляризацию падающего на него света, в противном случае происходит разрушение стереоэффекта. Чтобы этого избежать, в RealD используются дорогостоящие экраны с серебряным покрытием. Вместе с чрезвычайно высокой стоимостью лицензии (100 000 евро на 4 года) это является одним из главных недостатков технологии, существенно ограничивающей её распространение. Кроме того, посеребрённые экраны из-за направленного характера отражения значительно ухудшают восприятие «плоских» фильмов, что в некоторых случаях вынуждает кинокомпании запрещать премьерные показы 2D-фильмов  в кинотеатрах с такими экранами.

## RealD XL
RealD XL Cinema System — это модификация технологии RealD, предназначенная специально для киноэкранов больших размеров.
Эта технология позволяет проецировать с помощью одного проектора трёхмерные фильмы на киноэкраны шириной до 24 м (80 футов), в то время как стандартная RealD обеспечивает размер проекции только до 13,7 м (45 футов).
Впервые технология RealD XL была опробована 5 ноября 2007 года на премьере фильма Беовульф Paramount Pictures в Лос-Анджелесе .
В России кинотеатры и кинофильмы в формате RealD XL называются SuperD .

## RealD XLS
Модификация RealD XLS может использоваться с экранами шириной до 15 м (50 футов), что не сильно отличается от базовой технологии RealD. Отличие этой модификации — в увеличенной яркости изображения за счёт применения запатентованной системы управления световым потоком. По заявлениям маркетологов RealD, эта модификация обеспечивает повышенное качество изображения.
Для проецирования используется проектор Sony 4K SXRD.